# Suka Medan
Suka Medan is een bestuurslaag in het regentschap Bengkulu Utara van de provincie Bengkulu, Indonesië. Suka Medan telt 802 inwoners (volkstelling 2010).